# 聖博德島
聖博德島（英語：St Patrick's Isle）是愛爾蘭海曼島西海岸的一個潮汐島，大部分被皮爾城堡佔據，以其迷人且保存相對完好的歷史城堡遺址而聞名。

## 歷史
考古研究表明，人類在聖博德島的永久定居可追溯到青銅時代晚期。聖博德島上的廢墟包括聖博德教堂和一座愛爾蘭風格的圓塔、前聖日耳曼大教堂，以及曼島領主的住宅。前聖日耳曼大教堂在18世紀任其腐朽，再也沒有重建。聖博德島陡峭的岩石邊緣使其成為理想的防禦前哨。據說是444年聖博德從利物浦返回愛爾蘭時第一次踏上曼島的地方。聖博德在愛爾蘭建立基督教後，他任命日耳曼努斯為主教，監督教會的進一步發展。然而，關於“聖博德島”這個名字是否早於13世紀存在爭議。
聖博德島現在是一個旅遊景點，城堡的城牆靠近海岸線。城堡外面有一條公共步道，沿著小島的海岸邊緣排列。它通過費內拉海灘上的堤路與曼島的皮爾相連。費內拉海灘以華特·司各特爵士所著的一本書山頂的珍珠中的角色命名。除了歷史遺跡外，該島還部分是海洋生物保護區。
聖博德島最初在曼島語中被稱為Inis（或Ynnys）Patraic。